# Torneo Apertura 2010 (Guatemala)
El Torneo de Apertura 2010 fue el 23º torneo corto del fútbol guatemalteco, dando inicio a la temporada 2010-11 de la Liga Nacional en Guatemala. 

## Equipos participantes
| Club                                   | Ciudad              | Departamento   | Estadio                            | Capacidad |
| -------------------------------------- | ------------------- | -------------- | ---------------------------------- | --------- |
| Club Social y Deportivo Comunicaciones | Ciudad de Guatemala | Guatemala      | Estadio Cementos Progreso          | 17.000    |
| Club Social y Deportivo Municipal      | Ciudad de Guatemala | Guatemala      | Mateo Flores                       | 30.000    |
| Club Social y Deportivo Suchitepéquez  | Mazatenango         | Suchitepéquez  | Carlos Salazar Hijo                | 10.000    |
| Deportivo Malacateco                   | Malacatán           | San Marcos     | Estadio Santa Lucía                | 3.000     |
| Deportivo Marquense                    | San Marcos          | San Marcos     | Marquesa de la Ensenada            | 10.000    |
| Deportivo Mictlán                      | Asunción Mita       | Jutiapa        | Estadio La Asunción                | 3.000     |
| Deportivo Xinabajul                    | Huehuetenango       | Huehuetenango  | Los Cuchumatanes                   | 10.000    |
| Heredia Jaguares                       | San José            | Petén          | Julián Tesucún                     | 8.000     |
| Juventud Retalteca                     | Retalhuleu          | Retalhuleu     | Estadio Oscar Monterroso Izaguirre | 8.000     |
| Peñarol La Mesilla                     | La Democracia       | Huehuetenango  | Comunal de la Mesilla              | 10.000    |
| Universidad de San Carlos              | Ciudad de Guatemala | Guatemala      | Estadio Revolución                 | 10.000    |
| Xelajú Mario Camposeco                 | Quetzaltenango      | Quetzaltenango | Mario Camposeco                    | 11.000    |

### Equipos por Departamento
| Departamento                                      | N.º | Equipos                         |
| ------------------------------------------------- | --- | ------------------------------- |
| Guatemala                                         | 3   | Comunicaciones, Municipal, USAC |
| Huehuetenango                                     | 2   | La Mesilla, Xinabajul           |
| San Marcos                                        | 2   | Malacateco, Marquense           |
| Jutiapa                                           | 1   | Mictlán                         |
| Petén                                             | 1   | Heredia Jaguares                |
| Quetzaltenango                                    | 1   | Xelajú                          |
| Archivo:Coat of arms of Retalhuleu.gif Retalhuleu | 1   | Juventud Retalteca              |
| Suchitepéquez                                     | 1   | Suchitepéquez                   |

## Fase de clasificación
|  | Pos. | Equipos            | PJ | PG | PE | PP | GF | GC | Dif. | PTS | Clasificación        |
|  | ---- | ------------------ | -- | -- | -- | -- | -- | -- | ---- | --- | -------------------- |
|  | 1º   | Municipal          | 22 | 11 | 5  | 6  | 40 | 22 | +18  | 38  | Semifinales          |
|  | 2º   | Marquense          | 22 | 9  | 6  | 7  | 32 | 27 | +5   | 33  | Semifinales          |
|  | 3º   | Heredia Jaguares   | 22 | 9  | 5  | 8  | 28 | 31 | -3   | 32  | Acceso a semifinales |
|  | 4º   | Comunicaciones     | 22 | 6  | 13 | 3  | 26 | 23 | +3   | 31  | Acceso a semifinales |
|  | 5º   | Mictlán            | 22 | 9  | 4  | 9  | 15 | 18 | -3   | 31  | Acceso a semifinales |
|  | 6º   | Suchitepéquez      | 22 | 8  | 6  | 8  | 32 | 23 | +9   | 30  | Acceso a semifinales |
|  | 7º   | Juventud Retalteca | 22 | 7  | 9  | 6  | 28 | 25 | +3   | 30  |                      |
|  | 8º   | Xelajú MC          | 22 | 9  | 3  | 10 | 27 | 29 | -2   | 30  |                      |
|  | 9°   | Xinabajul          | 22 | 8  | 3  | 11 | 22 | 29 | -7   | 27  |                      |
|  | 10º  | Universidad SC     | 22 | 7  | 6  | 9  | 28 | 36 | -8   | 27  |                      |
|  | 11º  | Malacateco         | 22 | 7  | 6  | 9  | 20 | 28 | -8   | 27  |                      |
|  | 12º  | Peñarol La Mesilla | 22 | 5  | 8  | 9  | 22 | 29 | -7   | 23  |                      |
|  |      |                    |    |    |    |    |    |    |      |     |                      |

## Líderes Individuales
Estos fueron los líderes de goleo y porteros menos vencidos.

### Trofeo Botín de Oro
Posiciones Finales
| N.º             | Jugador           | Goles | Penales          | Equipo                            |
| --------------- | ----------------- | ----- | ---------------- | --------------------------------- |
|                 | Guillermo Ramírez | 13    | 4                | Club Social y Deportivo Municipal |
| Henry Hernández | 13                | 0     | Heredia Jaguares |                                   |
| Andy Herron     | 13                | 3     | Universidad SC   |                                   |
| 4               | Mario Rodríguez   | 11    | 0                | Club Social y Deportivo Municipal |
| 5               | Israel Silva      | 8     | 1                | Xelajú Mario Camposeco            |

### Trofeo Josue Danny Ortiz
Posiciones Finales
| N.º | Jugador           | Partidos | Goles | Promedio | Equipo                            |
| --- | ----------------- | -------- | ----- | -------- | --------------------------------- |
|     | Paulo César Motta | 21       | 18    | 0.86     | Deportivo Mictlán                 |
| 2   | Jaime Penedo      | 16.83    | 15    | 0.89     | Club Social y Deportivo Municipal |
| 3   | Byron Ramos       | 16       | 16    | 1.00     | Peñarol La Mesilla                |

## Fase Final
|  | Clasificación a Semifinales | Clasificación a Semifinales | Clasificación a Semifinales | Clasificación a Semifinales | Clasificación a Semifinales |  |  | Semifinales | Semifinales    | Semifinales | Semifinales | Semifinales |  |  | Final | Final              | Final | Final | Final |
|  |                             |                             |                             |                             |                             |  |  |             |                |             |             |             |  |  |       |                    |       |       |       |
|  |                             |                             |                             |                             |                             |  |  | 1           | Municipal      | 3           | 2           | 5           |  |  |       |                    |       |       |       |
|  | 3                           | Heredia Jaguares            | 0                           | 3                           | 3                           |  |  | 6           | Suchitepéquez  | 2           | 0           | 2           |  |  |       |                    |       |       |       |
|  | 6                           | Suchitepéquez               | 1                           | 3                           | 4                           |  |  |             |                |             |             |             |  |  | 1     | Municipal          | 1     | 2     | 3 (3) |
|  |                             |                             |                             |                             |                             |  |  |             |                |             |             |             |  |  | 4     | Comunicaciones (p) | 1     | 2     | 3 (4) |
|  |                             |                             |                             |                             |                             |  |  | 2           | Marquense      | 0           | 2           | 2           |  |  |       |                    |       |       |       |
|  | 4                           | Comunicaciones              | 0                           | 3                           | 3                           |  |  | 4           | Comunicaciones | 3           | 3           | 6           |  |  |       |                    |       |       |       |
|  | 5                           | Deportivo Mictlán           | 1                           | 0                           | 1                           |  |  |             |                |             |             |             |  |  |       |                    |       |       |       |

|                                    |
| Comunicaciones Campeón 23° Título. |
|                                    |